# Ca' da Mosto
Ca' da Mosto  je romanička palača na Kanalu Grande u venecijanskom sestieru Cannaregio, blizu Rialta.

## Povijest
Ca' da Mosto je jedna od najstarijih građevina na kanalu, podignuta je u 13. stoljeću. To je bio tipični venecijanski fondaco, - kuća skladište sa portikom (venecijanski: portego d'acqua ili curia) na kanalu za laki ukrcaj za istovar i robe iz brodica s kanala, i prvim katom (piano nobile) za stanovanje. Prvi vlasnici bili su trgovci, i takav raspored kuće potpuno je odgovarao njihovim interesima.
Iznad romaničkih lukova na maloj lođi, nalazi se friz sa zanimljivim bizantskim dekorativnim motivima. Iz unutrašnjeg dvorišta još se vide na fasadi, tragovi od vanjskih stepenica koje su vodile na kat.
Drugi kat je dograđen na početku 16. stoljeća, a treći u 19. stoljeće
Palača je dobila ime po moreplovcu Alvisu Cadamostu, koji je rođen u njoj 1432. i umro u njoj 1488. Palača je ostala u posjedu porodice Da Mosto sve do 1603., kad je tadašnja vlasnica Chiara da Mosto prepisala kuću radije nekom svom dalekom nećaku, radije nego direktnim nasljednicima s kojima se posvađala.
Između 16. i 18. stoljeća u Ca' da Mosto bio je tada slavni Albergo Leon Bianco (Hotel bijeli lav) u njemu je 1769. i 1775. odsjeo Josip II sin Marije Terezije, za svojih boravaka u Veneciji.

## Ca' da Mosto danas
Ca' da Mosto je danas potpuno napušten, bez stanara, zbog postupnog potonuća temelja kuće u vode lagune, i visokih voda. Tako da vode lagune stalno plave prizemlje, a gornji katovi su prepuni vlage i plijesni. Vlasnik kuće, Francesco da Mosto daleki nasljednik, graditelja kuće iz 13. stoljeća (jedan od rijetkih od pravih krvnih slijednika) ima želju da obnovi palaču, bar je tako najavio u medijima.

## Vanjske poveznice
- Ca' da Mosto, s portala Venice.jc-r (engl.)